# Atlas (virksomhed)
 For alternative betydninger, se Atlas. (Se også artikler, som begynder med Atlas)
ATLAS A/S var en dansk maskinfabrik, jernstøberi og industrivirksomhed, der blandt andet producerede frysere og køleskabe. Virksomheden, der var blandt Danmarks industrielle sværvægtere, indgår nu delvist i Electrolux, der overtog køleskabsdivisionen i 1968, mens en mindre del, Atlas Industries A/S, blev købt af medarbejderne i 1989. Sidstnævnte kom imidlertid senere på andre hænder og blev 1997 fusioneret med norske Stord International AS, der igen solgte virksomheden til Haarslev Industries, der fusionerede Atlas ind i sin produktportefølge og medarbejderstab. Virksomheden er opkaldt efter titanen Atlas, der bærer jordkloden. I virksomhedens storhedstid i 1950'erne beskæftigede den ca. 2.000 medarbejdere.

## Historie
Atlas blev stiftet som aktieselskab i 1898 og trådte i virksomhed 1. januar 1899 som en fortsættelse af firmaet Tuxen & Hammerich, der i en årrække havde drevet fabrikation af dampmaskiner og som i 1891 optog fabrikation af kølemaskiner. Efter A/S Nielsen & Winthers ophør i 1931 overtog Atlas dette selskabs hydrauliske afdeling.
Initiativtagerne var cand.polyt. Hans Henrik Schou, Oscar Madsen, Emil Vöthtz og bogholder Heinrich Martens, der alle havde arbejdet hos Tuxen & Hammerichs Maskinfabrik i Nakskov, samt kommandør Vilhelm Buchwald, overretssagfører Hans Nielsen og grosserer Johannes Martens. Schou var selskabets direktør frem til 1920. Fra 1936 var civilingeniør Svend Mansted (1897-1972) selskabets direktør.
Allerede 22. december 1897 havde de driftige folk stiftet et ejendomsselskab, der købte ejendommen Nørrebrogade 198 af Nørrebros Sporvejselskab, med et areal på 14.000 kvadratalen. Bygningen langs Baldersgade havde tidligere fungeret som remise for hestesporvogne. Atlas lod opførte en kontorejendom ud til Nørrebrogade ved arkitekten Alfred Thomsen og byggede i 1907 yderligere værkstedbygninger på grunden langs Baldersgade 3-7. I 1898 købte virksomheden en grund i Lyngbygade (nuværende Hillerødgade) ved Fasanvejen til opførelse af jernstøberi og en kedelsmedje. Selskabet havde også bygninger i Københavns Frihavn, hvor der på marketenderibygningen, der er nedrevet, stod en stor figur af Atlas, der bærer jordkloden.
Atlas Maskinfabrik A/S producerede kølemaskiner og dampturbiner og senere elektromotorer og dieselmotorer. Atlas A/S var i 1925 leverandør af kølemaskiner til en lang række store danske virksomheder. Mange af landets store mejerier fik køleanlæg fra Atlas, bl.a. Enigheden på Lygten. Desuden anvendte samtlige bajersk øl-producerende bryggerier med Carlsberg og Tuborg køleanlæg fra Atlas og ligeledes alle danske eksportslagterier, alle større margarinefabrikker, mange hospitaler, hoteller og chokoladefabrikker. Ud over det indenlandske marked eksporterede virksomheden køleanlæg til de fleste europæiske lande og til Rusland, Sydafrika, Indien og Australien. Under besættelsen blev fabrikken saboteret af modstandsbevægelsen, da den var tvunget til at levere maskiner til værnemagten.
Efter krigen oprettede Atlas i 1945 en køleskabsfabrik i Lundtofte som resultat af et importforbud mod udenlandske køleskabe. Dette forbud, sammenholdt med en række afgiftslove gjorde at Atlas opnåede monopolstilling på det danske køleskabsmarked i første halvdel af 1950'erne. Fabrikken blev opført 1948-52 efter en konkurrence 1946, som blev vundet af Krohn & Hartvig Rasmussen sammen med Bodil Krohn og Torben Miland Petersen. Fabrikken, der siden er revet ned, var en af de første moderne samlebåndsfabrikker i efterkrigstiden.
Atlas flyttede i 1966 flyttede en del af sin produktion til en ny fabrik på Baltorpvej i Ballerup, der også var tegnet af Krohn & Hartvig Rasmussen. 1. januar 1968 solgte Atlas A/S produktionen af små køleanlæg og husholdningskøleskabe i Lundtofte til Electrolux. Samtidig indgik Atlas et samarbejde med Danmarks anden store kølevirksomhed Thomas Ths. Sabroe & Co.. I 1974 overtog Atlas sidstnævnte og skiftede navn til Sabroe-Atlas A/S. September 1984 skiftede firmaet atter navn til Atlas-Danmark A/S og atter 1986 til Atlas Industries A/S.

## Ledelse
- (1898-1920) Hans Henrik Schou
- (1920-1931) Professor Th. E. Thomsen
- (1931-1963) Svend Mansted (bestyrelsesmedlem 1945-1972)
- (1963-1968) Ib Adam Rimstad (bestyrelsesmedlem 1950-1960)
- (1968-1979) Aksel Drejet (bestyrelsesmedlem 1974-1986)
- (1979-1986) Niels Skibsted Hansen (bestyrelsesmedlem 1978-?)
- (1986-1998) Axel Nørskov Laursen
- (1998-1999) Helge Holen
- (1999-2006) Torben A. Levinsen

## Bestyrelsesformænd
- (1898-1900) Grosserer Johannes Martens
- (1900-1927) Direktør N.C. Monberg
- (1927-1930) ?
- (1930-1942) Direktør Rudolf Christiani
- (1942-1964) Skibsreder og konsul Knud Lauritzen (i bestyrelsen 1939-1978)
- (1964-1967) Direktør Ove Holm
- (1967-1983) Skibsreder Jørgen Ditlev Lauritzen (bestyrelsesmedlem 1965-1983)
- (1983-1990) ?
- (1990-1996) Professor Karsten Laursen (bestyrelsesmedlem 1985-1996)

## Andre væsentlige bestyrelsesmedlemmer
- (1897-1900) Grosserer Johannes Martens
- (1897-1903) Overretssagfører Hans Nielsen
- (1897-1910) Kommandør Vilhelm Buchwald
- (1898-?) Etatsråd, direktør Philip Schou
- (1900-1920) Fabrikant Johan Guildal
- (1905-1936) Borgmester H.C.V. Møller
- (1914-?) Direktør H.P. Hjerl Hansen
- (1915 - 1936) Direktør, ingeniør Oscar Madsen
- (1936-1939) Vekselerer Gunnar Lannung, bror til Hermod Lannung
- (1938-1974) Skibsreder Ivar Lauritzen
- (1988-1989) Lise Lauritzen Loft